# Zabzugu

Zabzugu är en ort i östra Ghana. Den är huvudort för distriktet Zabzugu, och folkmängden uppgick till 20 420 invånare vid folkräkningen 2010.